# Gene Farber
Gene Farber (nacido el 14 de noviembre de 1978 en Minsk, Bielorrusia) es un actor estadounidense de ascendencia judía bielorrusa.

## Filmografía

### Películas
- Virtuality (2010)
- Das Boot (2010)
- X-Men: primera generación (2011) - Radioman soviético
- Idiot (2012)
- The Body Tree (2015)
- Capitán América: Civil War (2016) - Vasily Karpov
- One Under the Sun (2017)
- Abigail (2023) - Eddie

### Series de televisión
- Person of Interest (episodio "Provenance")
- Vegas (episodio "Two of Kind")
- CSI: Nueva York (episodio "Brooklyn Til I Die")
- Law & Order: LA (episodio "Plummer Park")
- Undercovers
- The Whole Truth (episodio "Thicker Than Water")
- In Plain Sight (episodio "Coma Chameleon")
- 24 (4 episodios)
- CSI: Crime Scene Investigation (episodio "Sin City Blue")
- Lie to Me (episodio "Fold Equity")
- El mentalista (episodio "Bloodshot")
- Numb3rs (episodio "Sneakerhead")
- Law & Order (2 episodios)
- Law & Order: Criminal Intent (episodio "Shrink-Wrapped")
- Elementary (episodio "Under My Skin")
- Perception (episodio "Meat")
- NCIS: Los Ángeles (episodio "No More Secrets")
- What If...? - (episodio "What If... Peter Quill Attacked Earth's Mightiest Heroes?")

### Videojuegos
- Command & Conquer: Red Alert 3 (2008)
- Command & Conquer: Red Alert 3 - Uprising (2009)
- Call of Duty: Black Ops - Grigori Weaver (2010, voz)[1]
- Ace Combat: Assault Horizon (2011, voz)
- Tom Clancy's Ghost Recon: Future Soldier (2012, voz)
- Medal of Honor: Warfighter (2012, voz)
- killzone: Shadow Fall - Sgt. Lucas Kellan (2013, voz)
- The Amazing Spider-Man 2 (2014, voz)
- Call of Duty: Modern Warfare - Sgt. Kamarov (2019, voz)[2][3]
- Call of Duty: Black Ops Cold War - Grigori Weaver (2020, voz)